# Bibliothèque Carnegie
Pour les articles homonymes, voir Bibliothèque Carnegie (homonymie).

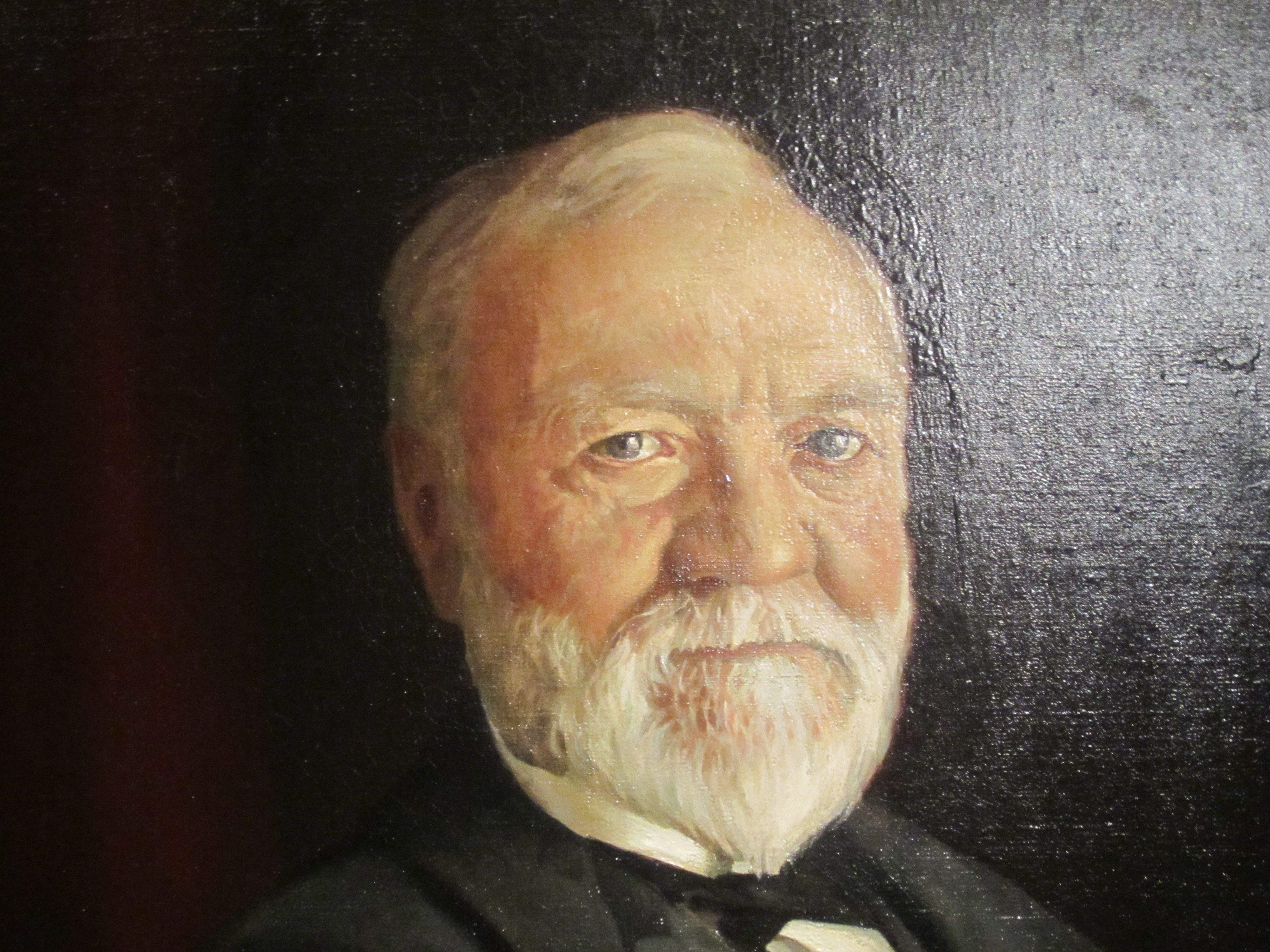
Portait de Andrew Carnegie vers 1905.

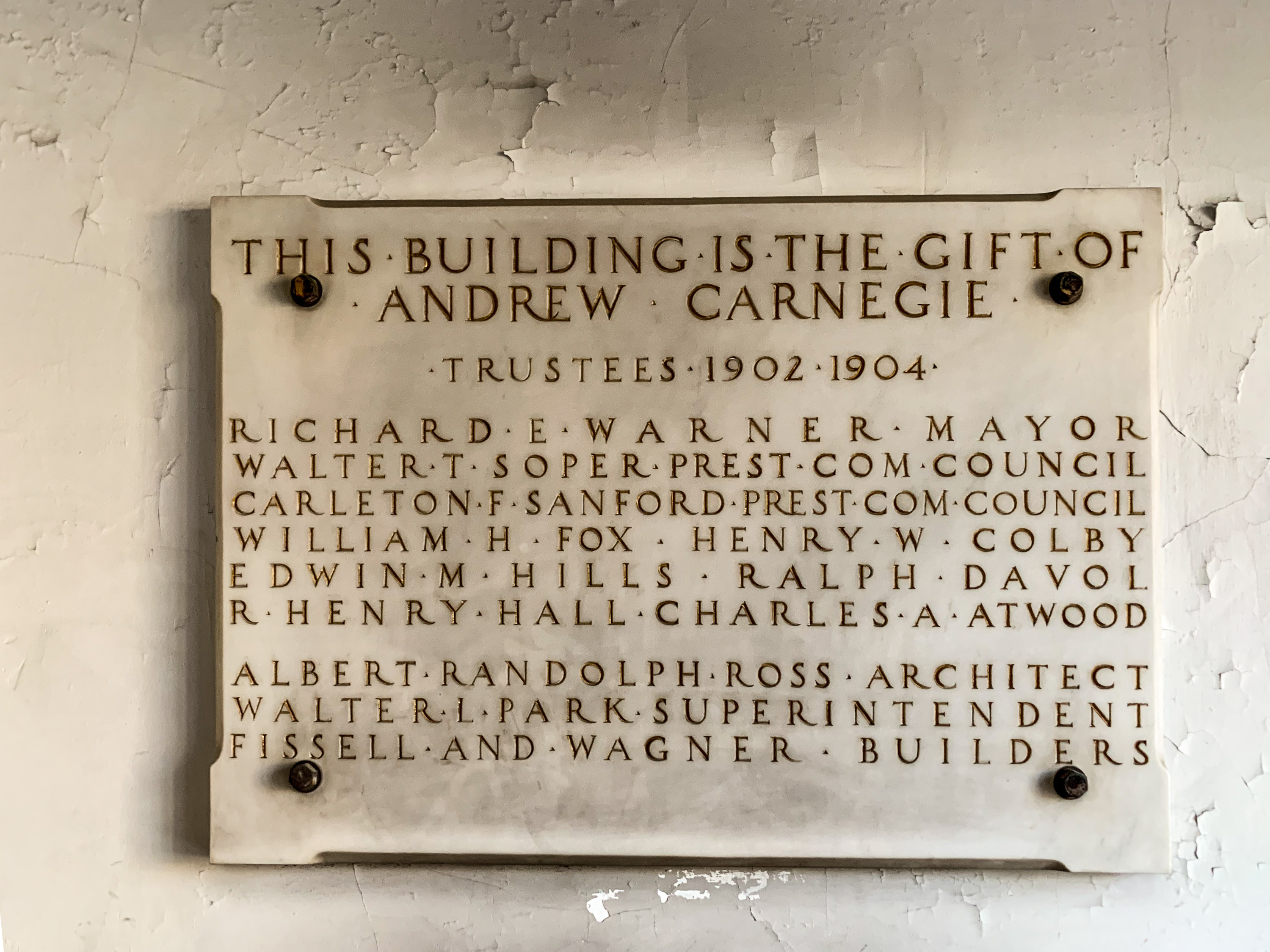
Plaque à la bibliothèque publique de Taunton dans le Massachusetts.

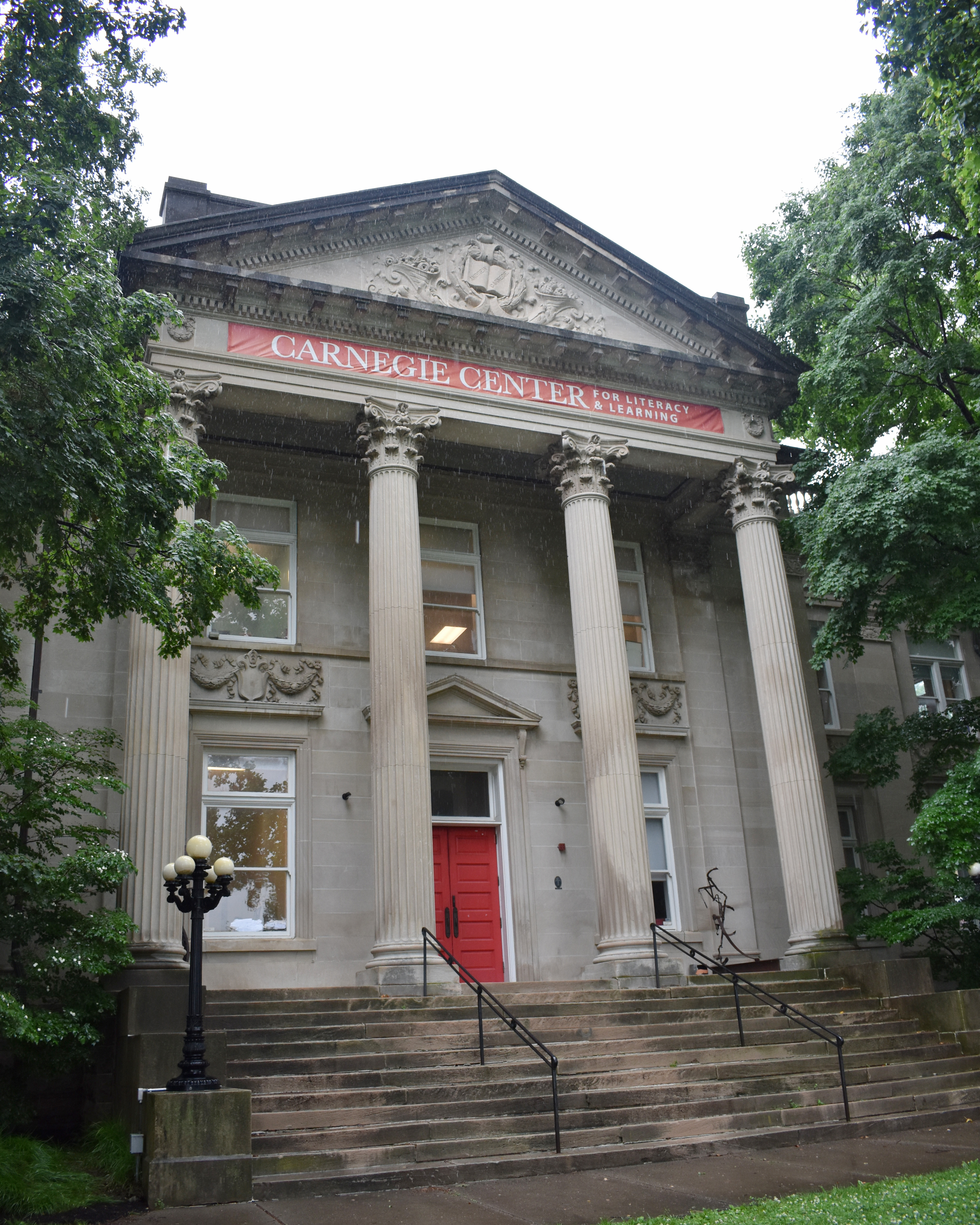
Lexington Carnegie Library.

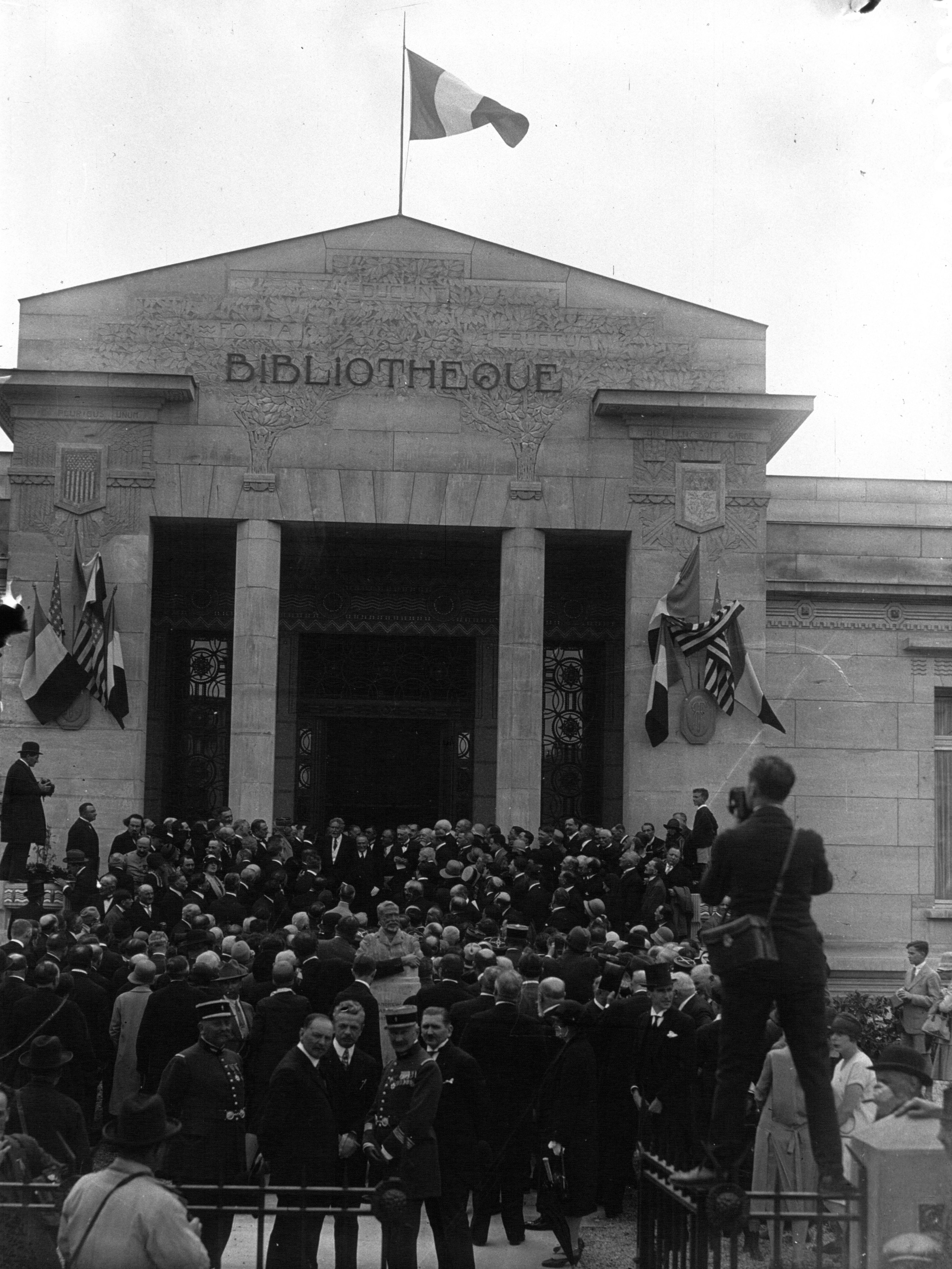
Le président et l'ambassadeur des États-Unis inaugurent la Bibliothèque Carnegie de Reims.

Une bibliothèque Carnegie est une bibliothèque dont la construction a été financée par l'homme d'affaires et philanthrope écossais américain Andrew Carnegie. Au total, 2 509 bibliothèques Carnegie ont été construites entre 1883 et 1929, dont des bibliothèques publiques et universitaires. 1 689 ont été construits aux États-Unis, 660 au Royaume-Uni et en Irlande, 125 au Canada et d'autres en Australie, en Afrique du Sud, en Nouvelle-Zélande, en Serbie, en Belgique, en France, dans les Caraïbes, à Maurice, en Malaisie et aux Fidji.
Au début, les bibliothèques Carnegie étaient presque exclusivement dans des endroits avec lesquels Andrew Carnegie avait un lien personnel - à savoir son lieu de naissance en Écosse et la région de Pittsburgh, en Pennsylvanie, sa ville natale adoptée. À partir du milieu de 1899, Carnegie a considérablement augmenté le financement des bibliothèques en dehors de ces zones. Après la Première Guerre mondiale, la fondation de l'homme d'affaires a offert à chaque nation alliée la construction d'une bibliothèque dans une ville particulièrement touchée par les bombardements. La bibliothèque municipale de Reims, ou la bibliothèque universitaire Svetozar Marković à Belgrade en font partie.
Au cours des années suivantes, peu de villes qui ont demandé une subvention et accepté ses conditions d'engagement d'exploitation et d'entretien ont été refusées. Au moment où la dernière subvention a été accordée en 1919, il y avait 3 500 bibliothèques aux États-Unis, près de la moitié d'entre elles connues sous le nom de bibliothèques Carnegie, car elles ont été construites avec des subventions de construction payées par Carnegie.

## Historique

### Rapide coup d'oeil sur Andrew Carnegie
Andrew Carnegie, américain d’origine écossaise, était un millionnaire qui attribuait son succès aux ressources mises à sa disposition par les bibliothèques qu’il fréquentait pendant son enfance. Bien qu’il ait toujours trouvé les bibliothèques importantes, c’est en 1898 qu’il commence à investir dans la construction de celles-ci. Ses investissements se font aussi bien aux États-Unis qu’à l’étranger. Pour avoir accès aux fonds fournis par Carnegie, les municipalités qui souhaitaient construire une nouvelle bibliothèque devaient répondre à quelques critères. Carnegie s’assurait ainsi d’instaurer la valeur de l’instruction pour tous. C’est aussi l'idée de Carnegie qu'un homme qui a beaucoup d’argent doit en faire bénéficier les autres qui le pousse à investir dans les bibliothèques
En plus de permettre la construction de centaines de bibliothèques, Andrew Carnegie a fondé la Fondation Carnegie pour la promotion de l'enseignement. C’est cette fondation qui a, entre autres, créé le système de classification de Carnegie, aussi connu sous The Carnegie Classification of Institutions of Higher Education. Ce système a vu le jour en 1973 et a été mis à jour à de nombreuses reprises (1976, 1987, 1994, 2000, 2005, 2010) afin de refléter l’évolution de la société.
Le magnat de l’acier va, dès 1890, commencer à dédier ses ressources financières imposantes à la philanthropie. L’année 1896 marque la création du Carnegie Institute of Pittsburgh, un groupe d'établissements d'éducation et d'instruction comprenant : une école d'ingénieurs, un musée, un music-hall et une bibliothèque.
Carnegie n’était pas le seul parmi les puissants capitalistes à exploiter les ouvriers pour réaliser des gains financiers. Il tirait profit de la main-d’œuvre bon marché, par exemple les personnes immigrées récemment, en gardant leur salaire au plus bas. Aussi, il refusait d’améliorer les conditions très précaires des travailleurs et empêchait les revendications de la classe ouvrière.
Le 6 juillet 1892, des ouvriers en grève qui se battaient pour de meilleures conditions de travail dans l’une des aciéries de Carnegie (la Homestead Steel Works en Pennsylvanie) ont subi une très violente répression. Dans ce conflit, 12 personnes perdirent la vie, dont 9 ouvriers. Ce triste événement est venu ternir la réputation de celui que l’on avait surnommé « L’homme le plus riche du monde ». Quelques années plus tard, en 1901, Carnegie vendra à J. P. Morgan son groupe très puissant d’industries de production de métaux ; une transaction de 480 millions de dollars. C’est à partir de ce moment-là qu’il commence à employer plus activement son temps et ses importantes ressources financières à ses projets philanthropiques. Grâce à sa fortune colossale, il finance une foule de projets : institutions culturelles, musées, églises, salles de spectacle, parcs publics, écoles, bibliothèques, etc.
Il deviendra aussi un acteur majeur dans le mouvement des pacifistes américains. Et passé 1901, c’est avec une grande détermination qu’il se dévoue sans relâche à ses activités de bienfaisance. C’est en effet ce que démontre sa volumineuse correspondance : on dénombre plus de 67 000 lettres. À sa mort, ses occupations philanthropiques vont totaliser des dons de 350 millions de dollars.
Celui que l’on désigne parfois comme le saint patron des bibliothèques aura dépensé plus de 55 millions de dollars de sa fortune spécialement pour les bibliothèques.

### Construction
Les bibliothèques de Carnegie ont été construites entre les années 1881 et 1917 et la première fut ouverte en 1883 en Écosse ; l’année 1917 marque la fin des subventions pour la construction des bibliothèques publiques de Carnegie.
Ce sont différentes forces combinées qui vont, dès le début des années 1900, contribuer à la mise en place d’un ensemble de bibliothèques publiques : des groupes professionnels et philanthropiques, l’ardeur du bibliothécaire Melvil Dewey et la construction rapide favorisée par Carnegie ainsi que d’autres mécènes qui vont lui emboîter le pas.
Andrew Carnegie trouvait que l’utilisation des livres et des bibliothèques était important pour avoir gratuitement accès à une éducation. Cependant, à cette époque le service des bibliothèques n’était pas gratuit et seuls ceux provenant d’une classe sociale plus élevée (plus riche) pouvaient avoir accès aux documents. Pour permettre cet accès à l’éducation, Andrew Carnegie, avec l'aide de la Carnegie Corporation, a investi environ 65 millions de dollars dans la construction de bibliothèques publiques à travers le monde et a demandé en échange aux municipalités de répondre aux critères suivants pour pouvoir avoir accès à la subvention :
- De prouver que la municipalité a un besoin pour avoir une bibliothèque publique.
- La municipalité doit donner le terrain pour la construction de l’établissement.
- De financer les opérations de la bibliothèque.
- La municipalité ne doit utiliser la bâtisse que pour la bibliothèque.

Le magnat de l’acier était un homme pratique qui préconisait le caractère simple et fonctionnel pour les bâtisses financées. Un des éléments qui distinguaient les bibliothèques de Carnegie par rapport aux autres bibliothèques publiques était l’utilisation de rayons ouverts : c’est-à-dire que les collections étaient facilement accessibles par tous et ne nécessitaient pas obligatoirement d’avoir de l’aide d’un(e) bibliothécaire.
Aujourd’hui, les locaux des bibliothèques Carnegie sont parfois réaménagés pour répondre à de nouveaux besoins. Notamment, la bibliothèque Carnegie de Vancouver a été transformée en centre communautaire connu sous le nom de Carnegie Community Centre (Centre communautaire Carnegie). Les bâtisses de Carnegie datent d’il y a plus de cent ans et bon nombre sont aujourd’hui de taille trop réduite, avec des espaces peu flexibles. Comme les besoins évoluent avec le temps, elles doivent être adaptées à de nouvelles fonctions, car une foule de services qui n’existaient pas à l’époque sont maintenant offerts en bibliothèque. Il faut, quand cela est possible, les aménager d’une autre façon et leur apporter des modifications, par exemple pour accueillir un réseau sans fil ou encore pour y loger beaucoup plus de livres et une grande quantité d’autres documents (magazines, films, musique, jeux, etc.).
La mission d’Andrew Carnegie et des bibliothèques qu’il a permis de construire est toujours la même aujourd’hui, même si plus de cent ans se sont écoulés.
Le programme des bibliothèques Carnegie
Dans son deuxième essai, The best fields for philanthropy, Carnegie fait l’énumération de ce qu'il considère comme digne de philanthropie : les bibliothèques, les centres médicaux, les parcs publics, les salles de concert, les bains publics et les églises. Il ajoutera qu’une bibliothèque gratuite est selon lui, le plus beau cadeau que l’on puisse faire à une communauté. L’apport de Carnegie dans le mouvement des bibliothèques publiques se distingue surtout par la mise en place d'une relation entre la bibliothèque et la ville, en faisant valoir le rôle de complémentarité qu’elle pourrait jouer parmi les autres institutions publiques de celle-ci. Il contribuera notamment à souligner la valeur des partenariats public-privé et l'importance d'un soutien public continu pour les institutions culturelles.
Devant l’expansion du projet, en 1898 Carnegie sollicita une recommandation dans son entourage professionnel pour obtenir l’aide d’un secrétaire personnel dans la gestion des opérations quotidiennes. James Bertram (1872-1934), alors âgé de 25 ans, se joint à lui pour soutenir les activités du programme. Il poursuivra ensuite en tant que secrétaire de la Carnegie Corporation of New York de 1911 à 1934. Bertram s’occupait entre autres de recueillir les nombreuses demandes, de sélectionner les dossiers pertinents, de gérer les communications et les demandes d’informations pour constituer les dossiers. Il veillait aussi à obtenir les engagements officiels des municipalités. Les dossiers étaient finalement étudiés et consultés par Carnegie qui en faisait l’approbation finale. L’attribution des subventions ne répondait à aucune règle d’application stricte, mais en moyenne, le montant du financement accordé pouvait correspondre à une valeur de 2 à 3 $ par habitant. L’administration de la communauté bénéficiaire était informée que les fonds leur seraient versés par Robert A. Franks, le secrétaire financier de Carnegie, lorsque les plans seraient acceptés par le conseil et l’architecte. L’ensemble des démarches pouvait s’échelonner sur une année entière. Au fil du temps, le programme a connu des évolutions dans ses politiques et dans ses méthodes, Bertram prenant de plus en plus d’expérience dans la gestion du processus.
Évolution de l’architecture et du design des bibliothèques Carnegie
À cette période, plusieurs éléments convergent et favorisent l’évolution du modèle de la bibliothèque. Les discours entre architectes et bibliothécaires se véhiculent à l’international, des associations comme l’ American Library Association voient le jour et de plus en plus de publications sur le sujet sont diffusées. Les bibliothécaires prennent leur place pour critiquer les bâtiments qui ont été érigés depuis l’émergence du mouvement des bibliothèques publiques depuis les années 1850. Si au départ, Carnegie et Bertram n’imposaient aucune exigence quant à l’aspect physique des bibliothèques, ils ont également constaté que les bibliothèques construites avaient souvent la forme de temples aux styles excessifs, laissant la fonction de côté au profit de l’aspect symbolique du lieu. Dès 1904, Bertram a commencé à se pencher sur les plans des bibliothèques, à poser un regard critique, sur les espaces, sur la lumière, sur les proportions pour éventuellement en arriver à faire des recommandations. En 1911, il publiait un document appelé Notes on the erection for Library bildings, où il y illustrait quelques plans d'aménagement pour petites bibliothèques afin d’aider les communautés et les architectes dans le processus de conception. En définissant des mesures pour la hauteur des plafonds des salles de lectures ou la hauteur des fenêtres par exemple, l’intervention amenée par Bertram constituait un changement puisqu’elle impliquait l’adoption d’un standard à appliquer dans l'aménagement du lieu. L’ intention de Carnegie et Bertram était que les communautés puissent tirent le meilleur profit possible de leur bibliothèque en recherchant une conception fonctionnelle.
Contrairement à la croyance populaire, les bibliothèques Carnegie n'ont pas toutes le même style architectural, elles sont pratiquement toutes uniques, et reflètent le choix localités. Des événements importants comme Exposition universelle de 1893, où l’architecture néo-classique dans un style Beaux-Arts y était le centre d’intérêt, on certainement contribué à l’adoption des styles de représentation de design de type renaissance historique dans 75% des cas. Parmi les plus choisis, le style néo-Renaissance italien aurait été adopté pour plus d’une centaine de bibliothèques, le style Beaux-Arts aurait été privilégié dans 18% des cas. Le style d’ architecture néo-classique et son dérivé, le style classique Carnegie constituent 50% des bâtiments et révèlent une grande représentation de formes variées. Le choix du style architectural est un enjeu pour les comités car ils recherchent un style qui sera la meilleure représentation de la démocratie américaine et qui reflétera adéquatement l’idéologie de la liberté et de l’éducation. Malgré l’attachement à la représentation des lieux par références historiques, les bibliothèques tendent aussi à adopter une nouvelle dimension moderniste qui témoigne de l'innovation technique et industrielle de l'époque dans la construction des bâtiments: on y trouvera par exemple l’adoption de structures métalliques pour construire le bâtiment et l’implantation de l’électricité.

### En Amérique

#### Au Canada
C’est seulement entre 1901 et 1905 que l’on construisit des bibliothèques publiques de Carnegie au Canada avec un investissement de 2 556 600 $ et, pendant ces années, aucun plan normalisé n’est utilisé ce qui laisse une grande liberté aux architectes de l’époque. De 1905 à 1917 (fin des subventions), la Carnegie Corporation vient implanter l’utilisation de plans normalisés. Cette normalisation se fait particulièrement ressentir dans les bibliothèques Carnegie située en Ontario. Ces plans préconisent l’utilisation du style Beaux-Arts. En tout, ce fut 125 bibliothèques qui furent construites au Canada, dont 111 se trouvent en Ontario
C'est donc la majorité des bibliothèques construites au Canada utilisant les fonds Carnegie qui sont situées en Ontario (111). Il est aussi possible de retrouver des bibliothèques Carnegie ailleurs au Canada, notamment en Alberta (3), en Colombie-Britannique(3), au Manitoba (4), au Nouveau-Brunswick (1), en Saskatchewan (2) et au Yukon (1).

##### À Toronto
Le premier fonds offert à la ville de Toronto en 1903 dépasse tous les montants offerts au reste des municipalités du Canada. À ce moment, seules les villes telles que New York, Philadelphie et Pittsburgh avaient reçu des fonds similaires.
La Carnegie Foundation va d’abord allouer une somme de 350 000 $ (en 1903) pour construire une nouvelle bibliothèque centrale ainsi que trois succursales, et elle offrira ensuite un montant supplémentaire de 487 500 $ (de 1907 à 1916) qui viendra financer l’édification de dix succursales additionnelles.

#### À Montréal
La subvention de 150 000 $ proposée par Carnegie en 1901 pour la construction d’une bibliothèque publique à Montréal sera refusée. Au cœur du débat, la problématique du roman. Les partis politiques ne s’entendent pas sur la place en bibliothèque de ce genre littéraire méprisé. C’est seulement en 1907 qu’une vraie bibliothèque publique sera mise sur pied pour les francophones, sans le soutien financier de Carnegie.

#### Aux États-Unis

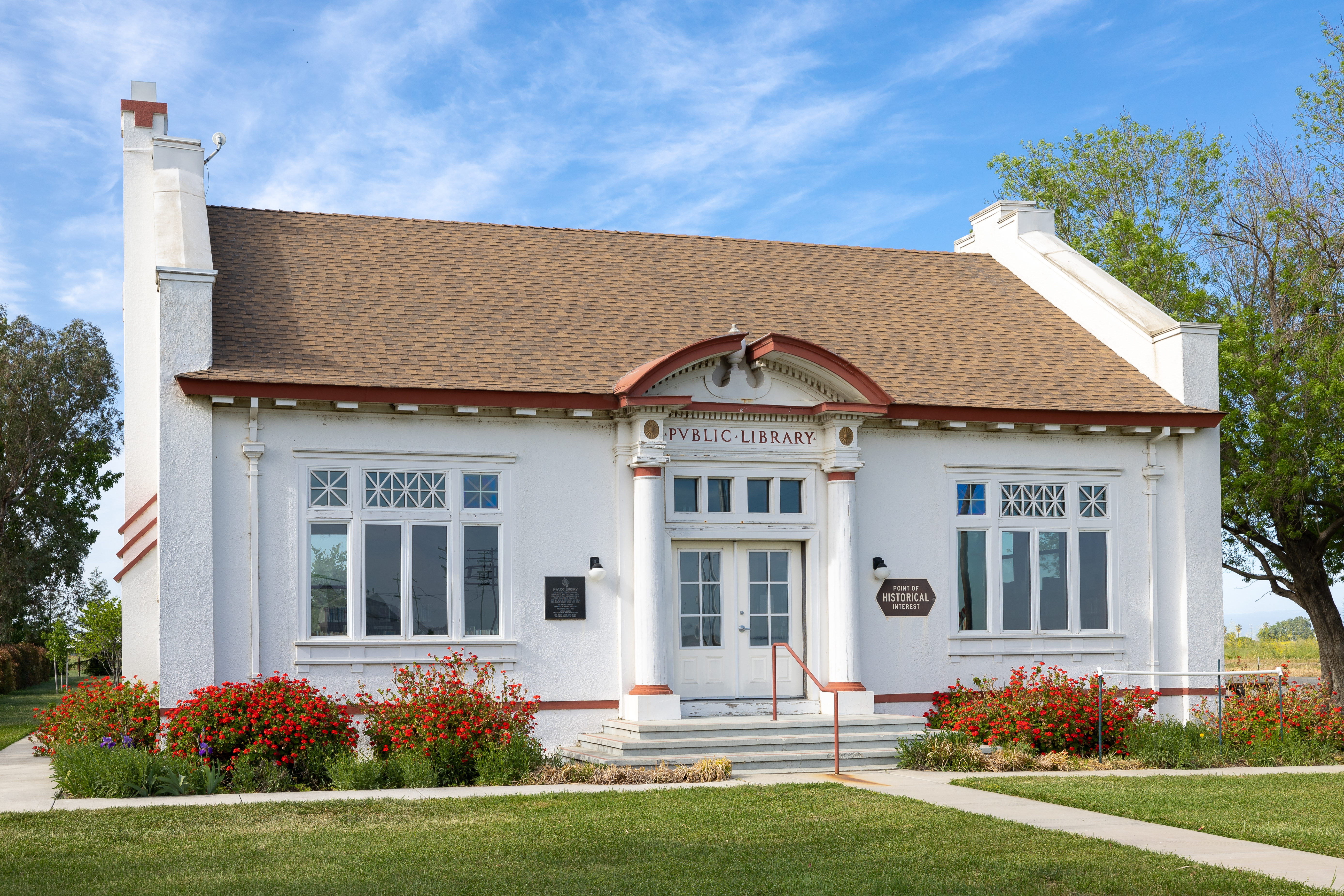
La bibliothèque Carnegie de Bayliss, California dans le Comté de Glenn, dessinée par W. H. Weeks en style architecture néo-classique. Elle est toujours active. Avril 2023.

En ce qui a trait aux États-Unis, un total de 1 679 bibliothèques de Carnegie furent construites.
À cause du violent conflit ouvrier survenu à la Homestead Steel Works en 1892, plusieurs villes des États-Unis ont refusé l’aide financière de Carnegie (225 en tout, dont 20 en Pennsylvanie).

### En Europe

#### À Reims
Après la Guerre, la Fondation Carnegie procure les fonds nécessaires à la reconstruction de la bibliothèque municipale de Reims. L'architecte choisi est Max Sainsaulieu. Érigée à partir de 1920 (jusqu’à 1927), la bâtisse se démarque grâce à l’excellence de sa réalisation. Inspirée des nouvelles bibliothèques européennes, elle est un exemple idéal pour l’époque. Entièrement conçue dans un style d'inspiration Art déco, le mobilier et la décoration font aussi partie de cet esthétisme sobre et luxueux (fer forgé, mosaïques, bas-reliefs, verrières, etc.). Des espaces séparés et adaptés sont prévus pour le public et le personnel de la bibliothèque. Afin de réduire la manutention, les livres sont stockés sur cinq niveaux dans de grands magasins en demi-cercles.